# Frullanoides tristis
Frullanoides tristis là một loài Rêu trong họ Lejeuneaceae. Loài này được (Stephani) Slageren mô tả khoa học đầu tiên năm 1985.